# 中村麻未
中村 麻未（なかむら あさみ、6月9日 - ）は、日本の女性声優。

## 人物
以前はDeux-plus、トリアス、futurum LLCに所属していた。
趣味は歌。特技はイラスト。

## 出演

### テレビアニメ
- Dies irae（2017年、女性）

### ゲーム
2013年
- キャラペット つくって！そだてて！キャラクター小学校（シュガーラビ）
- 幻想戦姫（申公豹）
- プリウスオンライン（ロダンテ）

2014年
- ものべの -pure smile-（赤江ゆき）

2015年
- ヴァルプルガの詩（泉香織）
- ひめがみ絵巻（申公豹、蒼麟、ソーマ、須世理姫）
- 崩壊学園
- 恋愛リベンジ（鈴白鈴）
- モンスター娘のいる日常オンライン（ディーナ・リーザ・キュレー・ラト）

2016年
- 恋する乙女と守護の楯〜薔薇の聖母〜（2016年、水無瀬希望）
- 果つることなき未来ヨリ（プロート）
- 不思議の幻想郷 TOD RELOADED（アリス・マーガトロイド、上海人形、蓬莱人形）

2018年
- キミの瞳にヒットミー（木梨明莉）
- まいてつ -pure station-（浦上）

2019年
- 添いカノ〜ぎゅっと抱きしめて〜（千雪灯子）

2020年
- アイキス（鳥栖十和子）

2021年
- アイキス2（鳥栖十和子）

2022年
- アイキス3 cute（鳥栖十和子）

### ドラマCD
- 萌月学園同好会!（水無月詩乃）
- まほうつかいの箱 スターリットマーマレー（女子生徒）
- 人狼-Chaotic Time-（エリス）
- 銀河鉄道物語〜最果ての天使 アンジェラ〜（女性社員）
- 探偵青猫（レストランの客）
- 月に叢雲、花に酒。（メイド）

### ボイスドラマ
- ホーンテッド・キャンパス（三田村藍）
- 幻想少年キマイラ（織部美幸）

### 映画
- ディヴァイン（2016年）

### CM
- 炭の露

### 舞台
- 劇団やったるDAY「その時 胸の奥で鐘が鳴る」（由美）